# Gymnostachyum signatum
Gymnostachyum signatum är en akantusväxtart som först beskrevs av Raymond Benoist, och fick sitt nu gällande namn av Imlay. Gymnostachyum signatum ingår i släktet Gymnostachyum och familjen akantusväxter. Inga underarter finns listade i Catalogue of Life.